# サウンズアート
株式会社サウンズ・アート（英称：SOUNDS ART Co.,Ltd）は、かつて存在した音響効果・番組/VP制作を扱う会社。

## 沿革
- 1982年6月18日設立
- 1989年7月：株式会社 日音サウンズライブラリーとして業務開始（音源リース・音響効果・選曲）
- 1992年4月：株式会社 東京サウンズシステムと社名変更。
- 1993年8月：株式会社 メッセ(東通系の音効会社)の営業権譲渡に伴い統合。社名を株式会社サウンズ・アートと変更。
- 2009年7月：株式会社 アックス(現 TBSアクト、TBS系の美術制作会社)を存続会社として合併し、音響効果部門として発足。

## 概要
- 代表：森勲
- 音響効果部はVOUとメッセのメンバーから構成。
- 選曲は（株）エヌ・エス・エル、効果はサウンズアートという組み合わせが多い。
- ドラマ部とバラエティ部でスタッフを完全に分けている。

## 会社所在地
- 本社 : 東京都港区赤坂2丁目14番5号　プラザミカド2F
- TBS放送センター分室 : 東京都港区赤坂5丁目3番6号　TBS放送センター音響資料室
- TBS緑山スタジオ分室 : 神奈川県横浜市青葉区緑山2100番地　TBS緑山スタジオ音響資料室

## 所属スタッフ（音響効果）
ドラマ
藤崎昭彦（メッセ⇒）
杉田毅
田久保貴昭
田母神正顕
西村喜雄
鳥水哲也（メッセ⇒）
バラエティ
太田誠也
勝見勇一（ドラマ担当から移動）⇒退社
新谷隆生
藤代広太
大内藤夫
阿部宰
加藤博紀
井田栄司
溝口博子
早船麻季
岡本智宏
黒田亜紀子

ドラマ兼バラエティ
伊藤誠

## 元所属スタッフ（音響効果）
- 大貫悦男（メディアハウス（現：オグズライン）へ移籍）
- 亀森素子（ヴェントゥオノへ移籍）
- 三澤美恵子（NHKへ移籍）
- 赤座聡子（SPOT→フリー）